# 96 d'Aquari
96 d'Aquari (96 Aquarii) és una estrella de la Constel·lació d'Aquari. Té una magnitud aparent de 5,56.